# CF Palencia
Club de Fútbol Palencia – hiszpański klub piłkarski z siedzibą w mieście Palencia, działający w latach 1975–2012.
Klub grał w Segunda División B, a domowe mecze rozgrywał na stadionie Estadio Nueva Balastera o pojemności 8070 widzów.

## Historyczne nazwy
- 1975 – Club Deportivo Cristo Olímpico
- 1987 – Club de Fútbol Palencia Cristo Olímpico
- 1999 – Club de Fútbol Palencia

## Sezony
- Jako CD Cristo Olímpico

| Sezon   | Poziom rozgr. | Liga     | Miejsce | Puchar Króla |
| ------- | ------------- | -------- | ------- | ------------ |
| 1975–80 | 5             | Regional | —       |              |
| 1980/81 | 4.            | 3ª       | 19.     |              |
| 1981/82 | 5             | Regional | 1.      |              |
| 1982/83 | 4             | 3ª       | 7.      |              |
| 1983/84 | 4             | 3ª       | 11.     |              |
| 1984/85 | 4             | 3ª       | 11.     |              |
| 1985/86 | 4             | 3ª       | 8.      |              |
| 1986/87 | 4             | 3ª       | 6.      |              |
| 1987/88 | 4             | 3ª       | 5.      |              |

- Jako CF Palencia Cristo Olímpico

| Sezon   | Poziom rozgr. | Liga | Miejsce | Puchar Króla |
| ------- | ------------- | ---- | ------- | ------------ |
| 1988/89 | 4             | 3ª   | 3.      |              |
| 1989/90 | 4             | 3ª   | 1.      |              |
| 1990/91 | 3             | 2ªB  | 6.      |              |
| 1991/92 | 3             | 2ªB  | 12.     |              |
| 1992/93 | 3             | 2ªB  | 4.      |              |
| 1993/94 | 3             | 2ªB  | 15.     |              |
| 1994/95 | 3             | 2ªB  | 9.      |              |
| 1995/96 | 3             | 2ªB  | 19.     |              |
| 1996/97 | 4             | 3ª   | 2.      |              |
| 1997/98 | 4             | 3ª   | 1.      |              |
| 1998/99 | 4             | 3ª   | 6.      |              |

- Jako CF Palencia

| Sezon   | Poziom rozgr. | Liga | Miejsce     | Puchar Króla |
| ------- | ------------- | ---- | ----------- | ------------ |
| 1999/00 | 4             | 3ª   | 7.          |              |
| 2000/01 | 4             | 3ª   | 1.          |              |
| 2001/02 | 4             | 3ª   | 4.          |              |
| 2002/03 | 4             | 3ª   | 1.          |              |
| 2003/04 | 3             | 2ªB  | 12.         |              |
| 2004/05 | 3             | 2ªB  | 13.         |              |
| 2005/06 | 3             | 2ªB  | 12.         |              |
| 2006/07 | 3             | 2ªB  | 3.          |              |
| 2007/08 | 3             | 2ªB  | 19.         |              |
| 2008/09 | 4             | 3ª   | 1.          |              |
| 2009/10 | 3             | 2ªB  | 3.          |              |
| 2010/11 | 3             | 2ªB  | 5.          | I runda      |
| 2011/12 | 3             | 2ªB  | 16.         |              |
| 2012/13 | 4             | 3ª   | wycofał się |              |

- 14 sezonów w Segunda División B
- 18 sezonów w Tercera División